# SVBR-100
SVBR-100 je rychlý množivý jaderný reaktor chlazený směsí olova a bismutu, který má výkon 100 MWe. S cílem vývoje tohoto typu reaktorů byla založena společnost AKME-Engineering, která je bude po dokončení vývojové fáze také vyrábět. Kromě ní se na vývoji a výrobě reaktorů SVBR-100 budou podílet i mnohé české firmy. Použití těchto reaktorů bude v oblasti renovace vysloužilých jaderných bloků, odsolování mořské vody, teplárenství a plovoucích jaderných elektráren.

## Princip reaktoru SVBR-100
Pokud bychom rozepsali zkratku SVBR, dostali bychom Svincovo-Vismutovyi Bystryi Reaktor, neboli olovo-bismutový rychlý reaktor. To nám napovídá, že návrh reaktoru pochází z Ruska a že je jako chladicí látka v primárním okruhu použita směs olova a bismutu. Podíly látek jsou 55,5% bismutu a 44,5% olova, což je poměr představující eutektickou směs. Teplota tání této směsi potom dosahuje 123,5 °C. Jak olovo tak bismut mají těžká jádra, takže nezpomalují neutrony tak jako látky s lehčími jádry. Proto tuto chladicí látku není možné nazývat moderátorem a reaktor řadíme mezi rychlé reaktory.

## Charakteristika SVBR-100
Nejdůležitější charakteristikou tohoto reaktoru je jeho přirozená fyzikální bezpečnost. V primárním okruhu je atmosférický tlak, takže nehrozí prasknutí některé z jeho částí a únik radioaktivní páry. Dále během provozu nevzniká vodík, takže odpadají starosti s ním spojené. A v neposlední řadě díky použití jiné chladicí látky než vody nehrozí koroze tlakové nádoby. Riziko úniku radioaktivní látky a jejího rozšíření do širokého okolí brání také fakt, že teplota tání chladiva je 123,5 °C, takže poměrně rychle dojde k jejímu ztuhnutí.
Dalším důležitým aspektem je monoblokové integrální schéma reaktoru SVBR-100, což znamená, že primární okruh je umístěn v jedné tlakové nádobě, a to včetně čerpadel, parogenerátorů a dalších nezbytných zařízení. Toto je velký pokrok oproti reaktorům používaných na jaderných ponorkách, které měly velké množství trubek spojujících jednotlivá zařízení primárního okruhu.
Délka palivové kampaně reaktoru SVBR-100 je 7 až 10 let. Výměna paliva probíhá u celé aktivní zóny zároveň.
Pro budoucí zákazníky bude výhodná modulární struktura reaktoru SVBR-100. To znamená, že pokud bude zákazník žádat vyšší výkon, bude stačit vzít více reaktorů SVBR-100, které budou umístěny do jedné budovy. Na tomto principu je založena renovace vysloužilých jaderných bloků. Pro ekonomiku takové výstavby je důležité, že každý reaktor nebude muset mít svou vlastní řídící místnost. Princip řízení více těchto reaktorů je možné přirovnat k pilotovi, který v letadle řídí např. čtyři motory. Výhodou většího počtu reaktorů s menším výkonem je i to, že při poruše jednoho z nich může zbytek běžet dále a výkon elektrárny neklesne na nulu.
U reaktorů SVBR-100 se počítá s uzavřeným palivovým cyklem. První palivová kampaň bude ještě klasická. Teprve po druhé zavážce bude probíhat uzavřený palivový cyklus a začne se recyklovat palivo z první zavážky.

## Postup projektu
Technologie reaktorů SVBR-100 vychází z ruských jaderných ponorek, které poháněl reaktor chlazený právě směsí olova a bismutu. Jejich vývoj probíhal v 70. letech a šly do něj nemalé peníze. Díky tomu probíhal velmi rychle a podařilo se vyvinout technická řešení, která se mohou v komerční sféře uplatnit i po několika desítkách let. Na patnácti ponorkách bylo nasbírán celkem 80 reaktorových let provozu, takže máme zkušenosti s reaktory chlazenými směsí olova a bismutu. Výhodou tohoto typu reaktoru byla jeho schopnost velice rychle snížit výkon, čímž se snížil „hluk“ ponorky a ta lépe splynula s pozadím, aby co nejvíce znesnadnila nepříteli své odhalení.
K obnovení zájmu o reaktory chlazené směsí olova a bismutu došlo v devadesátých letech, kdy se objevila myšlenka využít je v civilním sektoru. Výsledkem prací bylo v roce 2009 založení společnosti AKME-Engineering, která má za cíl vyvinout reaktory SVBR-100 a poté zahájit jejich sériovou výrobu. Harmonogram je následující: Do roku 2014 výzkum a vývoj potřebných materiálů, 2015 až 2017 výroba pilotního bloku se spuštěním ještě v roce 2017. Od roku 2019 má následovat sériová výroba. Podle odhadů Mezinárodní agentury pro atomovou energii (MAAE) bude poptávka do roku 2040 činit 500 až 1000 reaktorů SVBR-100, což představuje 300–600 miliard dolarů (6–12 bilionů korun).
Na vývoji a výrobě reaktorů SVBR-100 se budou podílet i české firmy. Během mezinárodního fóra Atomex 2012 konaném 9. až 10. října 2012 v Praze podepsaly memoranda o spolupráci následující české společnosti: Škoda JS a.s, Vítkovice a.s., Sigma Group a.s, Modřany Power a.s, MPower Engineering a.s., Promont a.s, ETD Transformátory a.s., Arako spol. s r.o, Chemcomex Praha a.s., Chladicí věže Praha a.s., ZAT a.s., ZVVZ-Enven Engineering a.s. a Sandvik Chomutov Precision Tubes spol. s r.o.

## Použití reaktorů SVBR-100
Původním plánem použití těchto reaktorů byla renovace vysloužilých jaderných bloků, aby nemusely být zbourány a mohlo být využito jejich stávající provozuschopné zařízení. Životnost jaderné elektrárny je určena životností tlakové nádoby. Ostatní zařízení mohou být během provozu měněna a modernizována, takže většinou zůstávají funkční i po uzavření elektrárny. Původní plán renovace bloku VVER-440 počítá s rozmístěním šesti reaktorů SVBR-100 do reaktorové haly. Tyto reaktory by běžely na výkon 75 MWe, aby byl celkový výkon shodný s původním výkonem bloku VVER-440. Množivý faktor je závislý na konstrukci aktivní zóny, ne na aktuálním výkonu reaktoru, takže by i tak vznikalo v reaktoru plutonium. Tyto reaktory SVBR-100 budou produkovat stejné množství páry jako původní reaktor VVER-440 a pára bude mít stejné parametry. Bude tedy možné využít velké množství původních zařízení elektrárny. Podle analýzy společnosti Atomenergoprojekt by měla tato renovace vyjít dvakrát levněji než stavba nového bloku VVER-440.
Dalším možným využitím mohou být jaderné teplárny, protože část tepelného výkonu reaktoru je možné využívat pro výrobu elektřiny a druhou část pro ohřev vody. Výhodou malých reaktorů SVBR-100 oproti velkým blokům je to, že je možné je umístit poblíž osídlených území (i blíže než jeden kilometr), což je pro teplárny podstatné.
Část tepelného výkonu reaktoru SVBR-100 může být využita na odsolování mořské vody. Jsou schopny za den odsolit až 200 000 tun mořské vody. Jednou z variant odsolování mořské vody by mělo být vybudování několika stanic s nádržemi na odsolenou vodu. Reaktor SVBR-100 by byl umístěn na plavidle, které by bylo přetlačováno mezi jednotlivými stanicemi. Ve středu stanice by stál velký bezpečnostní kryt, do nějž by bylo plavidlo zatlačeno a reaktor připojen k místní infrastruktuře.
Reaktory SVBR-100 se mohou také vrátit zpět na vodu a to v podobě plovoucích jaderných elektráren. Při vývoji těchto elektráren se počítá s umístěním reaktorů, které mají nízký výkon a byly vyvinuty pro jaderné ponorky a ledoborce. V případě Akademika Lomonosova jsou to reaktory KLT40S.
Oproti ostatním typům reaktorů má SVBR-100 vyšší výstupní teplotu, která činí 550 °C. Vývojem materiálů ji lze zvýšit až na přibližně 800 °C, což je teplota, při níž může probíhat termochemický rozklad vody, takže reaktory SVBR-100 by mohly být využívány i pro výrobu vodíku. Kromě vývoje materiálů je pro tuto aplikaci také potřeba zapracovat na vývoji nitridového paliva. 